# Paweł Morcinek
Paweł Morcinek (ur. w 1851 r. – zm. 25 lutego 1934 r. w Cieszynie) – polski ichtiolog, hodowca ryb i specjalista w zakresie gospodarki stawowej.
Pochodził ze Śląska Cieszyńskiego. Mieszkał w Skoczowie. W latach 1871–1879 praktykował u słynnego austriackiego hodowcy Thomasa Dubischa (1813–1888), a później z powodzeniem kontynuował jego nowoczesne metody hodowlane. Popularyzował zakładanie stawów rybnych oraz hodowlę ryb jako ważnego – i wówczas stosunkowo niskokosztowego – elementu gospodarki wiejskiej. Przez dłuższy czas sprawował nadzór nad hodowlą ryb w gospodarstwach Komory Cieszyńskiej. Przez pięć lat bezpłatnie wykładał rybactwo w Śląskiej Krajowej Szkole Rolniczej w Kocobędzu. Unowocześnił i rozbudował wiele gospodarstw karpiowych, między innymi w miejscowościach Garbów, Ryki i Kock w ówczesnym województwie lubelskim. Założył szereg gospodarstw rybackich w Austrii, Niemczech i Rosji.
Był członkiem honorowym Krajowego Towarzystwa Rybackiego w Krakowie. Za swą działalność otrzymał szereg medali i wyróżnień w kilku krajach Europy.
Niewiele publikował, m.in. w 1894 roku na łamach „Gwiazdki Cieszyńskiej” wydrukowano jego odczyt pt. „Upadek rzecznego rybołówstwa na Śląsku i przyczyny tegoż upadku”. Pisał w nim m.in., że największym niebezpieczeństwem dla ryb i innych organizmów wodnych są chemikalia z fabryk oraz wapno z garbarni, a na Śląsku również wody z kopalń, zanieczyszczone mułem węglowym. Wskazywał również, że większość z tych odpadów można z zyskiem zagospodarować. Poddawał analizie trasy migracji wędrownych gatunków ryb i stwierdził wpływ zanieczyszczeń wód na trasy tych wędrówek. Nawoływał do humanitarnego odnoszenia się do ryb i jako jeden z pierwszych potępiał ich okrutne traktowanie podczas odłowu, transportu i przygotowania do spożycia.